# Pomacàntids
Pomacanthidae és una família de peixos de l'ordre dels perciformes.
Aquesta família comprèn part dels peixos anomenats «peixos àngel», generalment més grans que els «peixos papallona». Alguns tenen colors variats i intensos. Es troben a les zones tropicals de la conca Indo-Pacífica i de l'Atlàntic. Llurs hàbitats preferits són generalment les aigües netes a la vora dels esculls de corall. Abans Pomacanthidae i Chaetodontidae es consideraven una sola família.

## Gèneres
N'hi ha 87 espècies dividides en deu gèneres:
- Apolemichthys Burton, 1934
- Arusetta Fraser-Brunner, 1933
- Centropyge Kaup, 1860
- Chaetodontoplus Bleeker, 1876
- Genicanthus Swainson, 1839
- Holacanthus Lacepède, 1802
- Paracentropyge Burgess, 1991
- Pomacanthus Lacepède, 1802
- Pygoplites Fraser-Brunner, 1933